# Wolna Szkoła Wojskowa
Wolna Szkoła Wojskowa – tajna szkoła wojskowa działająca w Warszawie i Kijowie w pierwszym roku I wojny światowej.
Wolna Szkoła Wojskowa została zorganizowana przez środowiska patriotycznej młodzieży skupionej w Organizacji Młodzieży Narodowej i organizacjach strzeleckich. Działała w okresie od 2 września 1914 roku do 20 czerwca 1915 roku. 
Inicjatywę powołania Szkoły poparł komendant Okręgu Warszawskiego Polskiej Organizacji Wojskowej Tadeusz Józef Żuliński. Komendantem szkoły został Konrad Libicki, członek Komendy POW, a jego zastępcą był Wacław Jędrzejewicz. Libicki był absolwentem Oficerskiej Szkoły Strzeleckiej prowadzonej w Paryżu przez pułkownika Legii Cudzoziemskiej, Władysława Jagniątkowskiego.
Głównym celem Szkoły było przygotowywanie ochotników do wstąpienia w szeregi Legionów, a konkretnie do I Brygady dowodzonej przez Józefa Piłsudskiego. 
Szkoła prowadziła szkolenia żołnierskie, podoficerskie i oficerskie. Jednocześnie jej słuchacze realizowali wiele zadań wywiadowczych polegających na śledzeniu ruchów wojsk rosyjskich oraz gromadzili broń. Słuchaczy szkoły początkowo zapoznawano z niektórymi postanowieniami „Deklaracji POW”, mówiącymi o obowiązkach konspiratora. Następnie przydzielano do najniższej komórki organizacyjnej, jaką była sekcja. Zajęcia prowadzono według wzorów stosowanych w galicyjskich organizacjach strzeleckich. Wykłady obejmowały strukturę armii walczących na froncie wschodnim, regulaminy musztry, walki, służby polowej i wewnętrznej oraz terenoznawstwo, łączność, saperstwo i sygnalizację. Duży nacisk kładziono na znajomość różnych typów broni używanych na froncie. Wykłady odbywały się w budynku przy ul. Brackiej 11, a ćwiczenia – w sali gimnastycznej gimnazjum gen. Chrzanowskiego przy ul. Smolnej 30. Prowadzono trzy rodzaje kursów:
- żołnierski, trwający dwa miesiące i zakończony egzaminem na podoficera;
- podoficerski, trwający cztery miesiące i zakończony egzaminem na oficera;
- oficerski, o charakterze samokształceniowym[2].

Ponadto prowadzono ćwiczenia polowe organizowane poza Warszawą, głównie wiosną 1915 roku. Wczesnym latem tego roku Komenda POW zorganizowała obóz szkoleniowy we wsi Wiśniewo. Oficjalnie był to młodzieżowy obóz wypoczynkowy, połączony z pracą w sadach wiśniowych. Komendantem obozu był Wacław Jędrzejewicz.
Wykładali w niej między innymi Wacław Vorbrodt, Stanisław Antoniewski, Józef Kurowski i Stanisław Janikowski.
Szkoła zaprzestała działalności 20 czerwca 1915 roku. Po wejściu do Warszawy wojsk niemieckich 5 sierpnia 1915 roku słuchacze Szkoły zostali zmobilizowani i zasilili Batalion Warszawski POW.
Szkolenie wojskowe przeszło w niej 317 osób (według innego źródła – 210 osób w Warszawie i 50 w Kijowie), a wśród nich Tadeusz Gutowski, Eugeniusz Olejniczakowski, Piotr Olewiński, Julian Piasecki, Ryszard Sikorski i Ignacy Wądołkowski.